# Wodzionka
Wodzionka, wodzianka (en silesiano: wodźůnka) o brotzupa (del alemán: Brotsuppe) es una sopa regional de Silesia. En el pasado era uno de los platos básicos de la cocina silesiana. Hay muchas variedades de wodzionka, pero en todas se usan como la base el pan y el agua hirviendo. La wodzionka se prepara con pan duro, ajo y grasa animal. Sobre los ingredientes picados se vierte el agua hirviendo, normalmente directamente en el recipiente del que se come la sopa. Luego se sazona con sal. La causa de la popularidad de la wodzionka es la costumbre de no tirar, sino utilizar, todo pan duro. Por ese motivo existe un pensamiento erróneo que la wodzionka es un manjar tradicional conocido únicamente en Silesia.
A las versiones más elaboradas de esta sopa se añaden otros ingredientes: aparte de sal, se la condimenta con Maggi y pimienta negra, se añaden chicharrones y se utiliza caldo en lugar de agua. Se suele servir la wodzionka con bratkartofle, es decir patatas cocidas y fritas, servidas por separado.